# Hauteur (musique)
Pour les articles homonymes, voir Hauteur.

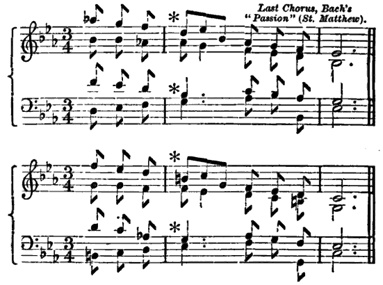
Dans la notation musicale de la musique occidentale, la hauteur se lit dans le sens vertical sur chaque ligne.

En musique, la hauteur est l'une des caractéristiques essentielles d'un son ou note, les autres étant la durée, l'intensité, le timbre et l'expression.
En musique occidentale, on désigne la hauteur par le nom d'une note sur une échelle ou gamme. La hauteur relative d'une note dans la gamme s'appelle degré. Le solfège écrit vers le haut de la portée les notes aiguës, et inversement, vers le bas, les graves. On écrit les signes correspondant aux instruments qui n'ont pas de hauteur précise, bien qu'ils puissent sonner aigu ou grave, comme les tambours, sur une ligne horizontale quelconque, l'important étant leur placement dans le temps, noté de gauche à droite.
La perception des hauteurs est un des champs d'investigation de la psychoacoustique. La tradition musicale et les études de psychologie expérimentale convergent pour analyser cette perception en deux composantes distinctes, provenant de deux systèmes physiologiques différents. La perception de la hauteur spectrale place le son entendu assez approximativement sur une échelle entre graves et aiguës. La perception de la hauteur tonale rend capable de différencier deux sons harmoniques proches, indépendamment de leur richesse en graves et en aiguë.
Dépendant de capacités d'interprétation et sujette à l'apprentissage, la perception des hauteurs apparaît comme une fonction cognitive.

## Oreille musicienne
La sensation de hauteur est très bien partagée. Presque tout le monde peut reconnaître et chanter un air dont le contour mélodique n'est ni trop subtil, ni trop accidenté. Les médecins traitent l'incapacité à le faire comme un handicap, qu'ils appellent amusie. Cependant, le discernement des hauteurs et l'identification des notes est une capacité cognitive. Les musiciens la cultivent en s'entraînant à identifier une note à partir du son, dans un exercice appelé dictée musicale.
Ils développent aussi leur capacité de discriminer des sons justes, c'est-à-dire dont la hauteur est celle qu'exige la gamme dans laquelle la musique se joue. Cette capacité est particulièrement importante pour les musiciens qui pratiquent un instrument comme le violon, capable d'émettre un son dans un domaine continu de hauteurs. La notion de justesse est cependant dépendante des usages et de la culture, et ne peut guère être valide que lorsque le contexte est bien déterminé.

### Intervalles
On appelle intervalle l'écart de hauteur entre deux notes. Si elles sont émises simultanément, on parle d'intervalle harmonique ; si elles sont émises successivement, on parle d'intervalle mélodique.
L'intervalle nul s'appelle l'unisson ; on parle d'unisson quand deux instruments ou deux voix émettent simultanément une note de même hauteur.
L'octave est un intervalle de statut particulier dans toutes les cultures musicales. Dans la notation musicale occidentale, le nom des notes se répète à chaque octave, et on doit préciser, en cas d'ambiguïté, à quelle octave on se réfère. Le principe de l'identité des octaves indique que deux notes séparées par une octave sont équivalentes, et correspondent en pratique à un unisson.
L'identification précise des intervalles entre notes, qu'on appelle oreille relative, est plus répandue que l'identification des fréquences en elles-mêmes, qu'on appelle oreille absolue. Cette dernière capacité exige probablement une disposition physiologique innée, et à coup sûr un entraînement commencé à un âge précoce.

### Échelle des hauteurs
L'échelle des hauteurs des notes de musique se base sur l'octave. L'octave correspond à une division par deux de la longueur de l'élément vibrant qui produit le son, qu'il s'agisse d'une corde ou d'un tuyau. L'acoustique enseigne que cette division par deux correspond à une multiplication de la fréquence fondamentale par deux.
Par exemple, pour un tuyau d'orgue :
- le tuyau d'orgue à bouche ouverte le plus long, do1, mesure 2,599 m[3] ;
- un tuyau moitié moins long, de 1,30 m, donne un do à l'octave supérieure, dit do2 ;
- diviser encore la longueur par deux donne 0,65 m, et toujours do, dit do3 ;
- diviser encore la longueur par deux donne 0,325 m, et toujours do, dit do4.

L'échelle des hauteurs est en progression arithmétique, quand la fréquence et les paramètres qui la gouvernent sont en progression géométrique, ce qui fait d'elle une échelle logarithmique.
L'intervalle d'une octave est divisé en six tons ou douze demi-tons. Dans les systèmes modernes, tous les demi-tons tempérés sont égaux, et correspondent à une multiplication de la fréquence de la note par la même valeur. Pour tenir compte d'autres théories de la musique, on emploie parfois des quarts de ton ; et pour l'analyse fine des intervalles, les savarts ou les cents.
La musique occidentale se base sur une théorie de la tonalité, qui privilégie certains rapports de hauteur. Les noms des notes se répètent à chaque octave. Dans une octave, sept niveaux de l'échelle des douze demi-tons correspondent à une note qui a un nom. Les autres en dérivent par une altération.
| ½ton | note     | fréquence | rapport        |
| ---- | -------- | --------- | -------------- |
| 0    | do       | 261,6 Hz  | 1              |
| 1    | do / ré  | 277,2 Hz  | ≈ 1,06         |
| 2    | ré       | 293,7 Hz  | ≈ 1,12 (≈ 9/8) |
| 3    | ré / mi  | 311,1 Hz  | ≈ 1,19         |
| 4    | mi       | 329,6 Hz  | ≈ 1,26 (≈ 5/4) |
| 5    | fa       | 349,2 Hz  | ≈ 1,33 (≈ 4/3) |
| 6    | fa / sol | 370,0 Hz  | ≈ 1,41         |
| 7    | sol      | 392,0 Hz  | ≈ 1,5 (≈ 3/2)  |
| 8    | sol / la | 415,3 Hz  | ≈ 1,59         |
| 9    | la       | 440 Hz    | ≈ 1,68         |
| 10   | la / si  | 466,2 Hz  | ≈ 1,78         |
| 11   | si       | 493,9 Hz  | ≈ 1,89         |
| 12   | do       | 523,2 Hz  | 2 (octave)     |

Si les musiciens pensent les intervalles de façon linéaire, suivant la notation du solfège, les théoriciens de la musique rapportent les notes à des fréquences de vibration. Pour passer de l'échelle musicale à la fréquence, il suffit de connaître la fréquence d'une note. Les autres s'en déduisent par calcul.
La Conférence internationale de Londres en 1953 donne comme référence, généralement admise, le la3 à 440 hertz.
Dans la gamme tempérée, on peut calculer la fréquence des notes avec la formule suivante :
{\displaystyle f=55\times 2^{octave+{\frac {demiton-9}{12}}}}
où octave et demiton sont des nombres entiers, correspondant à la note, de do (demiton=0) à si (demiton=11).
Le tableau ci-contre donne les fréquences des notes dans l'octave du la de référence (octave 3). Il faut multiplier les fréquences par 2 pour une octave au-dessus, et les diviser par 2 pour une octave en dessous. La colonne de droite indique l'écart relatif par demi-tons, correspondant à l'intervalle musical.
Cependant, ces calculs ne concernent que les notes de la musique occidentale, dans sa version moderne. Ils ne s'appliquent qu'à la gamme à tempérament égal et ne différencient pas les demi-tons diatoniques et chromatiques (voir aussi « Comma »).

### Hauteur relative et degré
La hauteur relative d'une note de musique est l'intervalle qui la sépare d'une note considérée comme la base. Le changement de la note de base conserve les intervalles et les mélodies. Quand des musiciens réunis n'ont pas de diapason qui leur donne le la, ils peuvent jouer en se basant sur un la estimé.
Dans la musique tonale, on indique le degré qu'occupe la note sur les sept que comporte l'échelle musicale. Le premier degré est la tonique et désigne la tonalité. Les degrés sont définis en termes de hauteur nominale, indépendamment de l'octave (ou du registre) où on peut les trouver.
Quand les musiciens effectuent une transposition musicale, ils changent délibérément la note de base (la tonique), tout en conservant tous les intervalles (ce qu'on appelle le contour mélodique).
Dans la musique tonale, la hauteur de référence permettant d'apprécier une hauteur relative, peut être :
- dans le cas d'un intervalle mélodique, soit la note précédente, soit la tonique ;
- dans le cas d'un intervalle harmonique, soit la basse, soit la fondamentale de l'accord en cours.

## Perception de la hauteur
La hauteur correspond à une sensation, c’est-à-dire à un phénomène psychoacoustique lié à une cause physique. Dans le contexte des études psychoacoustiques, qui ne concernent pas que la perception des sons musicaux, cette perception peut être appelée tonie.

### Sons et fréquences
Le son est une vibration de l'air. Lorsque cette vibration est un périodique, c'est-à-dire qu'elle se répète identique à elle-même pendant un cycle d'une durée toujours égale appelée période, cette période, ou la grandeur inverse, la fréquence, en est un caractère d'autant plus important que le mathématicien Joseph Fourier a montré au début du XIXe siècle que toute fonction périodique, représentant numériquement un phénomène, peut s'analyser en une somme de sinusoïdes, dont les fréquences sont des multiples de la fréquence du phénomène périodique. On appelle son pur un son comportant une seule fréquence, et donc décrit par une fonction sinus. On savait déjà que la vibration des cordes et des colonnes d'air qui sont à la base des instruments de musique comportent des vibrations harmoniques ; Fourier montre que tout son peut se décomposer en une somme de sons purs.
Toutefois, ce calcul vaut pour des sons qui s'étendent à l'infini, tant dans le passé que dans l'avenir. Mais une note de musique a une durée. La poursuite de l'analyse montre que plus la durée considérée est courte, moins la détermination de la fréquence est précise. Le produit de la durée par l'incertitude sur la fréquence est une constante, dans un système donné. Quand la durée diminue, l'incertitude augmente.
Il faut garder à l'esprit cette incertitude quand on raisonne sur la musique. La musique est faite de sons changeants. Même l'instrument au son le plus régulier, comme l'orgue, a un temps d'attaque et une vibration interne, ne serait-ce que parce qu'il est joué et entendu dans un espace réverbérant. Par conséquent, en toute rigueur aussi bien qu'en pratique, la détermination d'une hauteur est une opération intellectuelle d'abstraction, et non une mesure.

### Physique et doctrine
Les musiciens de la culture occidentale ont, depuis des siècles, accordé une importance privilégiée à la hauteur du son. Cette importance se reflète dans l'enseignement de la musique et dans la facture instrumentale. Ils ont aussi, souvent, voulu se rattacher philosophiquement à la science et aux mathématiques. Il faut donc, lorsqu'on étudie la question de la perception de la hauteur, examiner avec un soin critique le legs de la tradition musicale, qui reprend, dans ses principes, des opinions que l'on fait remonter à l'antiquité et à Pythagore en particulier.
Notion intuitive pour les musiciens qui s'entraînent à en affiner leur perception dès le début de leur apprentissage, et apprennent au passage, en quelques lignes, une doctrine qui la rattache aux fréquences, la hauteur tonale n'est pas facile à définir rigoureusement.

### Fréquences et hauteurs
La hauteur d'un son pur correspond à sa fréquence de vibration, que l'on mesure en hertz (nombre de vibrations périodiques par seconde). Plus la vibration est rapide, plus le son est dit aigu ou haut ; plus la vibration est lente, plus le son est dit grave ou bas.
Si un son pur est une vibration sinusoïdale, avec une seule fréquence, les sons des notes musicales sont des sons complexes, qu'on peut décomposer en vibrations à plusieurs fréquences. Lorsque ces fréquences sont réparties selon une règle de distribution harmonique, que la fréquence fondamentale est dans le domaine audible et que leur enveloppe coïncide, un seul son est entendu avec une seule hauteur, correspondant à la fréquence fondamentale, même si elle n'est pas la plus forte, et que le son ne présente que ses multiples.

### Fondamentale absente
Un son composé de multiples d'une même fréquence se perçoit comme à la hauteur de cette fréquence, même si celle-ci n'est pas présente dans ce mélange. On appelle ce paradoxe « perception de la fondamentale absente ».
Exemple :
- un son pur de fréquence 110 Hz s'évalue à la hauteur d'un la1 ;
- le mélange des fréquences 3 × 110 = 330 Hz ; 4 × 110 = 440 Hz ; n × 110, s'évalue à la hauteur d'un la1, bien que toutes les fréquences soient largement supérieures.

Parmi les instruments de musique, le basson a la propriété d'émettre des sons graves alors que la puissance sonore se trouve presque entièrement dans les harmoniques. Les facteurs d'orgue utilisent cette perception pour créer des notes basses avec des couples de tuyaux plus courts.

### Échelle des mels
L'échelle de Mel, proposée en 1937, montre que si l'on demande à des auditeurs de situer les sons purs successifs, en recherchant, pour un son de base, celui qui sonne à un intervalle d'une octave, l'écart de fréquence trouvé augmente significativement avec la fréquence.
Cette augmentation se combine avec des facteurs mécaniques d'inharmonicité dans l'accordage inharmonique du piano.
L'écart de fréquence entre les sons purs qu'on puisse à peine distinguer varie aussi selon la fréquence et l'intensité. Il est minimal dans la région des 1 500 Hz (octave 6). En tout, l'être humain peut différencier environ 1 800 fréquences de sons purs. Cette performance correspond à la capacité de distinguer deux sons de fréquence proche. Elle ne signifie pas que les sujets soient capables de situer la fréquence sur une échelle.

### Durée, intensité et hauteur
La reconnaissance de la hauteur est la plus précise, pour l'homme, pour des sons d'une durée au-delà d'une demi-seconde. Dans ces conditions, elle est de l'ordre de 1 savart (ou 5 à 10 cents) pour les fréquences les mieux discriminées, vers 1 500 Hz. Pour des sons plus brefs, le seuil de différenciation augmente. Un son très bref n’a pas de hauteur définie ; on parle de « claquement ».
La hauteur perçue dépend faiblement de l'intensité. Stanley Stevens a montré qu’un son paraît baisser quand on augmente son volume pour les fréquences inférieures à 2 000 Hz. Pour des fréquences supérieures à 3 000 Hz, un accroissement d’intensité élève la hauteur perçue. Heureusement, ce phénomène ne concerne que les sons purs, et il n’affecte donc pas les instruments de musique[réf. souhaitée].

### Hauteur fondamentale et hauteur spectrale
Pour les sons qui n'ont pas de fréquence fondamentale audible, et donc ne peuvent s'associer à une note de musique, comme ceux des cymbales, on distingue des registres musicaux, dont les plus élémentaires sont le registre grave et le registre aigu ; entre les deux, on parle de registre médium.
La perception du registre est indépendante de l'existence d'une note fondamentale. On ne peut attribuer une note à un tambour, mais on distingue un tambour grave d'un tambour aigu.
D'autre part, les auditeurs identifient comme différents deux sons harmoniques stables, de même fondamentale mais de spectre sonore différents. On dit de celui dont les harmoniques aiguës sont plus puissantes qu'il a un timbre plus brillant, alors que les deux sons correspondent à la même note.
Les études psychoacoustiques semblent confirmer qu'il s'agit de deux perceptions auditives distinctes, appelées la tonie ou hauteur brute, pour la hauteur spectrale, et le chroma, ou hauteur fondamentale ou nominale pour la capacité à distinguer des notes (avec parfois une erreur d'octave).
La séparation de la variation de la hauteur tonale (par déplacement de la fondamentale) et de celle de la hauteur spectrale (par modification de l’enveloppe spectrale) dans un procédé de synthèse sonore permet de créer des variations de hauteurs paradoxales engendrant des effets inattendus, comme celui de la Gamme de Shepard.
La résolution de la hauteur spectrale serait d'environ une tierce majeure, soit un rapport de l'ordre de 1 à 1,25. Le chroma, qui n'existe que pour les sons nettement périodiques, permet une résolution qui atteint 1/300 d'octave et donc l'identification des notes, mais il perd progressivement sa précision à partir de 2 000 Hz (do 6) et ne donne aucune indication au-delà de 4 500 Hz. La note la plus aiguë du piano est le do 7, aux alentours de 4 200 Hz, compte tenu de l'inharmonicité.
Il serait bien agréable à l'esprit que ces sensations fussent indépendantes. Cela n'est pas tout à fait le cas. Diana Deutsch a fait écouter à des sujets des sons de Shepard, mélange de toutes les octaves audibles d'une fréquence musicale, écartés d'exactement trois tons, soit une demi-octave. Les sujets ont nettement désigné certaines notes comme plus aigües. Si les sensations de hauteur spectrale et de hauteur fondamentale étaient indépendantes, les auditeurs n'auraient pu choisir entre trois tons montants et trois tons descendants. Il s'est avéré, de plus, que le son de Shepard désigné comme le plus aigu varie d'une personne à l'autre, et se trouve corrélé avec le dialecte parlé par les sujets participants. Un tutti d'orchestre, avec de nombreux instruments jouant la note à des octaves différentes, présente des similitudes spectrales avec un son de Shepard. L'expérience montre que le principe de l'équivalence perceptive d'une transposition n'est pas universel, et que les sujets ont en général une certaine forme d'oreille absolue.

## Hauteur comme capacité cognitive
Dès lors qu'on considère que la perception des hauteurs est une capacité cognitive, les conditions de la perception, qui fournissent au sujet des informations sur ce qu'il est censé percevoir, entrent en jeu. L'écoute est dirigée par une intention. C'est une critique récurrente faite aux expériences perceptives menées en laboratoire : elles conditionnent la sensation.

### Fluctuation des fréquences
La fréquence des sons musicaux que nous entendons, à la différence de ceux du laboratoire, fluctue. La tenue de l'archet du violon, le souffle dans les instruments à vent, influencent irrégulièrement la fréquence. Pourtant, nous attribuons sans difficulté une hauteur, juste ou non, à ces sons. Des variations de fréquences dont la physique nous dit qu'elles sont de même proportion, sur un enregistrement de piano, nous semblent insupportables. La reconnaissance d'une hauteur dépend donc partiellement de l'identification préalable de la source.
Les sons musicaux sont joués en séquence. L'expérience montre que les musiciens n'évaluent pas la hauteur juste à la même fréquence selon l'intervalle qui précède. S'il s'agissait d'un processus purement physiologique, celle-ci devrait correspondre toujours à la même vibration physique ; mais elle diffère notamment selon que la mélodie suit un mouvement ascendant ou descendant
Enfin, l'échelle musicale exerce un effet d'attraction. Dans un contexte musical, l'évaluation des hauteurs est plus précise aux alentours de ses degrés.

### Expressivité et hauteur
Une alternative aux expériences de psychologie expérimentale avec des sons fabriqués exprès consiste à mesurer, grâce aux ordinateurs, les hauteurs statistiquement présentes dans une exécution musicale considérée comme représentative ou exemplaire, impliquant des instruments capables d'une variation de l'accord, comme les violons et la voix humaine. Cette mesure met en évidence une variation du diapason corrélée avec l'interprétation.
D'autre part, la qualité de timbre d'un instrument de musique, et celle de la voix humaine, inclut le vibrato, qui est une variation périodique perceptible de la hauteur. En physique, cette vibration équivaut à la combinaison de deux fréquences, de part et d'autre de celle de la note produite, dont la différence est égale à la fréquence de vibration. Lorsque cette vibration n'est que transitoire dans l'exécution musicale, elle n'affecte pas la perception de la justesse, qui est une perception de la hauteur, mais celle du timbre.

### Scènes auditives et hauteur
La perception de la hauteur, orientée par ce que l'auditeur sait de la situation, résumée dans l'expression « scène auditive », ne se résume pas aux résultats obtenus par des expériences de laboratoire
Si l'on excepte les musiques décoratives dont l'objet est de masquer des sons désagréables, en restant aussi peu remarquables que possible, l'écoute de la musique, comme celle de la parole, implique une attention active et dirigée vers ce que l'auditeur identifie comme éléments pertinents. Si la parole utilise, économiquement, une faible partie des capacités de perception et de discrimination des sons, la musique, joue avec l'ensemble de ces capacités. La reconnaissance d'une modulation des hauteurs est, dans toutes les cultures, un signe distinctif de l'écoute musicale. Dans la culture occidentale, les auditeurs, même non musiciens, sont imprégnés d'un système d'organisation des hauteurs divisées en notes, dont la succession paraît, ou non, bien formée, de la même façon que, pour un locuteur non grammairien, un énoncé paraît, ou non, bien formé.